# DR II. teljesítménycsoportú kismozdonysorozat
A DR II. teljesítménycsoportú kismozdonysorozat (németül: DR-Kleinlokomotive Leistungsgruppe II) német kéttengelyes tolatómozdony-sorozat. A sorozat különböző alacsony tömegű és teljesítményű kismozdonyokból áll, melyeket könnyű tolatási és rendezési feladatokra fejlesztettek ki. A sorozatot a Deutsche Reichsbahn néhány kísérleti példány kipróbálása után, 1932-ben állította szolgálatba.

## Története
A sorozatot abból a célból fejlesztették ki, hogy gazdaságosabbá tegyék a teherforgalom lebonyolítását. Ennek érdekében a megfelelően kiképzett mozdonykezelőnek képesnek kellett lennie arra, hogy a mozdonnyal egyszemélyes üzemben is elvégezze a tolatási feladatokat. A gépeket úgy fejlesztették ki, hogy gazdaságos legyen a karbantartásuk és a fenntartásuk, valamint könnyen, technikailag képzett személyzet nélkül is működtethetőek.
A sorozat első példányával, a Windhoff által 1929-ben átadott 213-as gyártási számú, később Kb 4037 néven átvett géppel kezdték meg a sorozat első próbaüzemét, melyet a münsteri vasúti részleg (Reichsbahndirektion, Rbd) bonyolított le. A Deutsche Reichsbahn 1930-ban különböző típusú és különböző gyártóktól származó további próbamozdonyokat rendelt. A próbamozdonyok kifejlesztésénél figyelembe vették a Berliner Maschinenbau (BMAG) által 1927-től kezdve a Nederlandse Spoorwegennek leszállított NS 101–119 sorozatú tolatómozdonyok kedvező működési eredményeit. Ebből a sorozatból az eredeti NS 103-as, valamint egy a Werkspoor által licenc alapján gyártott mozdonyok maradtak fenn. A BMAG által a Reichsbahnnak szállított első kísérleti mozdonyok is ezen a konstrukción alapultak.
Az 1930-ban üzembe helyezett 18 próbamozdonyból 16 mozdony az 1931-ben bevezetett besorolás alkalmával a teljesítményük miatt a II. teljesítménycsoportba került 4000–4015-ös pályaszámon, Kö, Kb vagy Ks típusmgejelöléssel. A belső égésű motoros mozdonyok egyike sem állt egy évtizednél hosszabb ideig a Reichsbahn szolgálatban, ez után a legjobb esetben is rövid ideig belső tolatómozdonyként használtákák azokat. Ezzel szemben mind a négy akkumulátoros mozdony közel negyven évig állt szolgálatban; az egyiket az eladását követően az 1980-as évek végéig üzemi mozdonyként használták.
Az 1930-ban átvett 18 próbamozdonyt 1932-ig kis szériákban további, különböző gyártók által és eltérő technológiák alapján készített prototípusok követték, Kö vagy Kb 4016–4064 pályaszámon. A Reichsbahn nem szabott szigorúan követendő kitételeket a mozdonyok kialakítása terén; a jármű végén elhelyezett széles vezetőfülke és az alacsony padlómagasság, az elektromos világítás és a vezetőfülkéből való jó kilátás volt a követelmény. További előírás volt a mozdony munkagödör nélkül is elvégezhető karbantartása és javítása. Ennek eredményeképpen születtek emelőtengelyes, dupla görgősláncos, külső vagy belső vázas, mechanikus vagy elektromos erőátvitellel ellátott belső égésű motorokkal, valamint villamos-dízelhajtású mozdonyok is. Ezek a rendkívül sokszínű mozdonyok legtöbbjét 1938-ra szinte teljesen kivonták a menetrend szerinti forgalomból, a fennmaradó néhány példányból is csak párat használtak belső tolatási feladatokra, még 10–20 évig. Néhány mozdonyt el tudtak adni, így a selejtezésük előtt például a Kb 4018 (BMAG), a Kb 4030 (O&K), a Kb 4041 (BMAG), a Kb 4044 (BMAG) és a Kb 4052 (Krauss-Maffei) még az 1970-es évekig magán- vagy üzemi vasúti szolgálatban állt.

## Technika
A sorozat mozdonyait többnyire dízelmotorral látták el (ezek a Kö, Köf vagy Köe nevet kapták a régi típusjelölésben), azonban Kb, Kbf és Kbe megjelöléssel benzolmotoros, illetve elektromos akkumulátorral (akkumulátoros vagy „tárolómozdonyok”: Ks/Ka), valamint egy gőzmozdonyos példány is készült. A típusmegjelölés harmadik betűje az erőátvitel típusát jelzi. Ha nincs harmadik betű, a mozdony mechanikus hajtóműrendszerrel és száraz tengelykapcsolóval rendelkezik, az „f” a hidraulikus hajtóművet, az „e” pedig a villamos vontatómotorokat jelöli, amelyeket a motor után egy generátor táplált. A Köf tehát dízelmotorral és hidraulikus erőátvitellel ellátott kismozdonyt jelent. A sorozat tagjai nagyon kicsik és mégis normál nyomtávúak, de csak az rakodószelvény felét töltik ki. Ez azt jelenteti, hogy a szállításhoz pőrekocsikra lehet őket rakodni. Erre azért volt szükség, mert a saját erőből történő átszállás a 30 km/h maximális sebesség miatt akadályozta volna a forgalmat. Az alacsony vezetőfülkét (eredetileg nyitott oldalfülke) is használták. Az alacsonyan fekvő vezetőfülke (eredetileg nyitott, ajtó nélküli oldalsó bejáratokkal) lehetővé tette, hogy a kismozdonykezelő gyorsan ki tudjon szállni a kapcsolókészülék használatához.
A dízel kismozdonyok voltak az első német dízelmozdonyok, amelyeket több gyártó is sorozatban gyártott. Kezdetben két teljesítménycsoportra osztották őket:
- I. teljesítménycsoport (legfeljebb 50 lóerő)
- II. teljesítménycsoport (51–150 lóerő)

A II. teljesítménycsoport első 65 leszállított példánya prototípusokból és kisszériás sorozatokból állt, melyek különböző meghajtási típusokkal és a mozdonytest kialakításokkal rendelkeztek. A Deutsche Reichsbahn 1932-ben egységesítette a mozdonyszekrény fő méreteit. A következő évben egy beszerzési program keretében 150 ilyen szabványosított kismozdonyra adták le az első megrendelést a fejlesztésben részt vevő vállalatoknak. Az első leszállított példány a BMAG által gyártott Kb 4065 volt; a következő szállításokat – az egyedi Ks 4071 „tárolómozdonytól”,  valamint egy csoport kétteljesítményű mozdonytól eltekintve – a Kbs 4073 és 4077 közötti megnevezéssel sorszámozták. Az alkalmazott motorok és hajtóművek tekintetében kezdetben további kísérleteket végeztek. Az 1938-tól népszerűvé vált dízelmotorból és a hidraulikus hajtóműből álló kialakítás az elülső részen rendelkezésre álló hely csak mintegy felét tölti ki.
A Kö fékerejét kezdetben csak a mozdonyvezető súlya és a fékpedálon keresztül átvitt maximális erő határozta meg. Az új, erősebb motorok (128 lóerőig) alkalmazásával és az ezzel járó vonóerő-növekedéssel ez elégtelennek bizonyult, ezért a DB és a DR számos kismozdonyát légfékkel szerelték fel. A DR-mozdonyok azonban nem kaptak saját fékhengereket, így csak a szállított kocsikat fékezték levegővel. A DB-nél a megengedett legnagyobb sebességet a légfékek felszerelése után 30 km/h-ról 45 km/h-ra emelték. A légfékkel felszerelt Kö könnyen felismerhető a géptérburkolaton elhelyezett sűrített levegős tartályokról. A DB-mozdonyok közül csak néhány kapta meg a rendszeresített automata Knorr-légféket. Egyes példányok Kdi (Knorr Direkt-Indirekt) típusú féket kaptak. Ennél a féktípusnál maga a mozdony csak egy közvetlen működésű és ezért nem automatikus sűrített levegős fékkel rendelkezik, de egy relé-szelepen keresztül UIC-kompatibilis automatikus sűrített levegős féket biztosít a kocsisor számára. A mozdonyok a vezetőállás mindkét oldaláról kezelhetők; a légfék teljes műszerezettsége azonban gyakran csak az jobb oldalon érhető el.
Mivel a nyitott vezetőfülke télen nem nyújtott kellő védelmet az időjárástól, ezért az 1950-es évek végétől a fővizsgálatok során ezt is átalakították.

### Köf II
A menetszabályzó mechanikusan közvetlenül kapcsolódik a befecskendező szivattyúhoz és a sebességváltó töltőszelepéhez. Az „Abstellen” állásban a befecskendező szivattyú nullás szállítási helyzetbe húzódik, a dízelmotor leáll, a „Null” állásban a hajtómű ürül, a motor alapjárati fordulatszámon pörög, a „Füllen” állásban a hajtómű töltődik, a motor alapjárati fordulatszámon pörög, míg a „Fahren” tartományban a befecskendezett üzemanyag mennyiségét a vezető folyamatosan szabályozhatja. Egy egyszerű centrifugál regulátor korlátozza a dízelmotor alapjáratát és maximális fordulatszámát. A nagyobb dízel-hidraulikus mozdonyokhoz hasonlóan a hajtómű részleges feltöltése nem lehetséges. A mechanikus hajtóműzár megakadályozza a hajtóműfeltöltő szelep működését, ha a mozdonyt a véletlen elmozdulás ellen kell biztosítani, vagy ha a motor fordulatszámát levegőszivattyúzás céljából növelni kell. Amikor a hajtóműzár be van kapcsolva egy rugó elnyeli a töltőszelepre egyébként ható erőket, és amikor a menetszabályzót elengedik az visszaáll a „Null” helyzetbe. A II. teljesítménycsoportba tartozó Köf nem rendelkezik Sicherheitsfahrschaltung éberségi biztonsági berendezéssel.

## Továbbfejlesztések
Míg a nyugat-német DB a második világháború után 700 új II. teljesítménycsoportú kismozdonyt építtetett és fejlesztett tovább, addig a Német Demokratikus Köztársaságban a DR dessaui javítóműhelyben (Reichsbahnausbesserungswerke, RAW) (újjá)épített 32 mozdonyon felül mindössze 2 új mozdonyt gyártottak a DR számára. A babelsbergi székhelyű LKM a II. teljesítménycsoportból fejlesztette ki az arra rendkívül hasonlító N3 (lánchajtás, 60 lóerő), illetve az O&K RL8 sorozatból az N4 sorozatot (csatlórúdas, 90 lóerő), melyekből összesen több mint 360 darabot szállítottak kizárólag ipari vállalatoknak. Az első igazi kelet-német továbbfejlesztés a V 10 B, illetve annak továbbfejlesztései, az DR V 15/V 22/V 23 sorozat volt. A Deutsche Reichsbahn kezdetben a DB-hez hasonlóan a III. teljesítménycsoportba tartozó kismozdony építéséről döntött, de ezt a tervet elvetették, és helyette a DR V 60 sorozatot fejlesztették ki.
A DB később kifejlesztett egy harmadik teljesítménycsoportot is, a DB Köf III néven, melynek teljesítménye 240 lóerőig terjedt. 1987-ben a 260/261 sorozatú dízelmozdonyokat (1968-ig DB V 60 sorozat) is a kismozdonyok közé sorolták, valamint 1992-ben a 104–106-os sorozatokat (1970-ig DR V 60 sorozat is).

### Továbbfejlesztések Dániában
1966 és 1969 között a Danske Statsbaner összesen negyven, erősen a erősen a Köf II-re épülő Køf típusú kismozdonyt vásárolt a Frichstől. A motort a Leyland Motors gyártotta, a fülke pedig valamivel modernebb volt. Egyes mozdonyok a 2020-as években is üzemben vannak.

## Típusmegjelölések
- Deutsche Reichsbahn-Gesellschaft (összesen 1282 példány):
  - II. teljesítménycsoport, Kb/Kbe/Kbf/Kbs/Kö/Köe/Köf/Ks 4000–5406 (5123-as pályaszám felett részben magánvásárlóknak leszállított példányok, vagy a háború miatt lemondott rendelések), 5707–5709, 5801 és 5802
- Deutsche Bundesbahn:
  - Kb/Kö/Köe/Köf 6000–6047 (a Wehrmachttól és a háborúban fontos szerepet vállaló cégektől átvett példányok)
  - Újonnan épített Köf 6100–6835, valamint Ka 4992 és 4993
  - 1968. január 1-jei újraszámozást követően a sorozat tagjai a 321–324 sorozatba lettek beosztva
  - 321 sorozat: maximális sebesség 30 km/h, lábfék, 1974 februárjáig az összesen példányt átépítették a 322–324 sorozat tagjainak megfelelően
  - 322 sorozat: maximális sebesség 30 km/h, légfék
  - 323–324 sorozat: maximális sebesség 45 km/h, légfék
- Deutsche Reichsbahn:
  - Kö/Köf 5710–5753 (a Wehrmachttól és a háborúban fontos szerepet vállaló cégektől átvett példányok)
  - Újonnan épített Kö 4002–4032, illetve Kö 5754 és 5755
  - 1970-ben a 100 sorozatba sorolták át
  - 1973-ban a keskeny nyomtávú Kö-példányokat a 199 sorozatba sorolták át
- Deutsche Bahn AG:
  - 1992-ben a DR 100 sorozat tagjait a DB 310 sorozatba sorolták át
  - A 310-es, a 323-as és a 324-es osztály utolsó példányait az 1990-es évek második felében vonták ki a forgalomból.